# Landesakademie für die musizierende Jugend in Baden-Württemberg

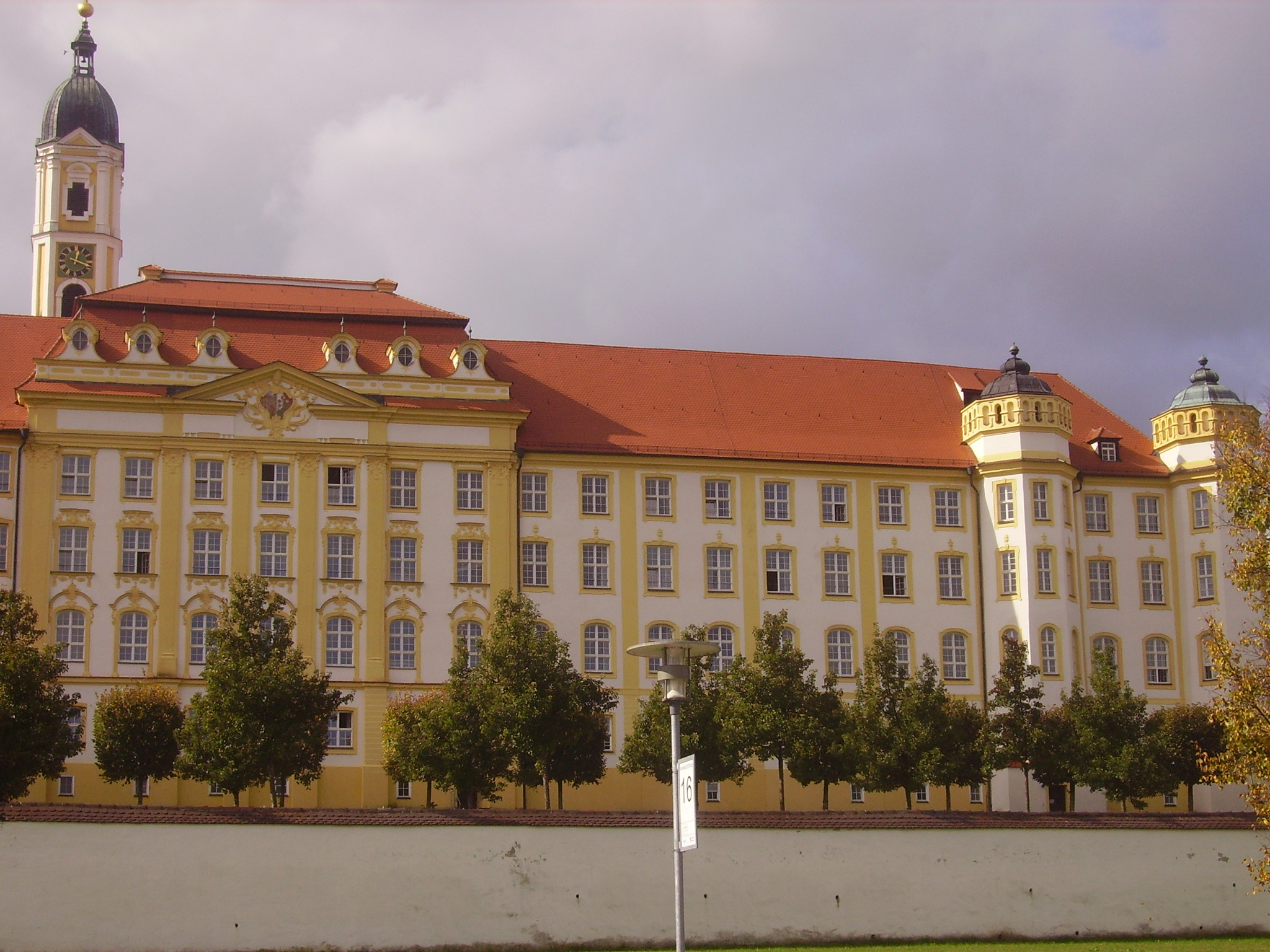
Landesakademie in der ehemaligen Reichsabtei der Benediktiner in Ochsenhausen (2009)

Die Landesakademie für die musizierende Jugend in Baden-Württemberg ist eine im Jahr 1990 eröffnete staatliche Einrichtung des Bundeslandes Baden-Württemberg in Ochsenhausen in Oberschwaben. Sie ist in den Räumlichkeiten der ehemaligen Reichsabtei Ochsenhausen untergebracht.

## Aufgabe
Die Aufgabe der Akademie liegt in der Fort- und Weiterbildung von Schülern, Lehrern und sonstigen Musikinteressierten. Dafür wird eine Vielzahl an Arbeitstagen und Probenwochen für Jugend- und Schulchöre und Orchester angeboten.
Im Einzelnen sind dies:
- Lehrgangsarbeit in der Jugend- und Schulmusik
- Internationale Jugendbegegnungen
- Probenwochen für Liebhaberorchester
- Arbeitsphasen für qualifizierte Jugendensembles aus Baden-Württemberg
- Meisterkurse für besonders begabte Jugendliche und Studenten

Darüber hinaus werden verstärkt Kurse im Bereich der Multiplikatorenausbildung angeboten, z. B. die Aus- und Fortbildung von Leitungskräften in der Musikerziehung und eine Vielzahl an Fortbildungen für Musiklehrkräfte aller Schularten.
Die Landesakademie ist Mitglied im Arbeitskreis der Musikbildungsstätten in Deutschland, in dem nichtkommerzielle Landesmusikakademien, Bundesakademien und andere Fortbildungsstätten zusammengeschlossen sind. Der Arbeitskreis ist Mitglied im Deutschen Musikrat.
Von der Landesakademie Ochsenhausen wird der Bruno-Frey Preis vergeben.

## Organisation der Akademie
Die Landesakademie hat den Status einer rechtsfähigen Stiftung des bürgerlichen Rechts und hat einen achtköpfigen Vorstand. Es besteht auch ein Kuratorium von 20 Mitgliedern, die vom Ministerium für Kultus, Jugend und Sport berufen werden. Vorsitzender des Kuratoriums ist der Präsident des Landesmusikrats, Hermann Wilske. Direktor der Akademie ist Klaus K. Weigele und Geschäftsführer ist Torsten Kallfass.
Die Akademie kooperiert mit anderen Einrichtungen der schulischen und außerschulischen musikalischen Jugendbildung sowie mit der staatlichen Lehrerfortbildung in Baden-Württemberg und freien Organisationen des baden-württembergischen Musiklebens.
Die Akademie beschäftigt rund 43 fest angestellte Mitarbeiter (Stand 2018) und bietet alle drei Jahre Ausbildungsplätze an: für den Ausbildungsgang Hauswirtschaft sowie in Kooperation mit der DHBW Ravensburg im BWL-Studiengang Messe-, Kongress- und Eventmanagement.

## Einrichtung
Der Landesakademie stehen in der ehemaligen Benediktinerabtei zahlreiche Räumlichkeiten zur Verfügung: unter anderem 82 Schlafräume, 17 Überäume mit Flächen zwischen 30 m² und 300 m², zwei Konzertsäle, vier weitere Aufführungsräume, ein  Multimediaraum, ein Speisesaal und eine Cafeteria.
Eine Vielzahl von Instrumenten befinden sich im Bestand der Landesakademie.
Arbeits- und Aufenthaltsräume sind in folgender Größe und Ausstattung vorhanden.

### Bräuhaus
| Nummer | Bezeichnung des Raumes | Größe in m² | Ausstattung                             |
| ------ | ---------------------- | ----------- | --------------------------------------- |
| 008    | Stimmraum              | 128         | Pfeiffer-Klavier                        |
| 009    | Akademiekeller         | 101         | Pfeiffer-Klavier                        |
| 013    | Vestibül               | 122         |                                         |
| 105    | Bräuhaussaal           | 496         | Steinway-Flügel D-274, Pfeiffer-Klavier |

### Konvent
| Nummer | Bezeichnung des Raumes | Größe in m² | Ausstattung                                      |
| ------ | ---------------------- | ----------- | ------------------------------------------------ |
| 044    | Übungsraum             | 15          | Boston-Klavier                                   |
| 045    | Übungsraum             | 15          | Pfeiffer-Klavier                                 |
| 046    | Übungsraum             | 14          | Pfeiffer-Klavier                                 |
| 047    | Übungsraum             | 16          | Pfeiffer-Klavier                                 |
| 048    | Übungsraum             | 16          | Pfeiffer-Klavier                                 |
| 049    | Übungsraum             | 19          | Pfeiffer-Klavier                                 |
| 050    | Übungsraum             | 19          | Pfeiffer-Klavier                                 |
| 111    | Chorsaal               | 159         | Steinway-Flügel B-211, Grotrian-Steinway-Klavier |
| 123    | Abtszimmer             | 42          | Pfeiffer-Klavier                                 |
| 130    | Armarium               | 127         | Boston-Flügel                                    |
| 131    | Kapitelsaal            | 119         | Schimmel-Klavier                                 |
| 206    | Kammerorchestersaal    | 320         | Schimmel-Flügel 205-T, 2 Cembali, Continuoorgel  |
| 210    | Jagdzimmer             | 60          | Steinway-Flügel B-211                            |
| 228    | Instrumentalraum       | 56          | Pfeiffer-Klavier                                 |
| 229    | Bibliothekssaal        | 426         | Steinway-Flügel D-274                            |
| 312    | Instrumentalraum       | 56          | Pfeiffer-Klavier                                 |
| 306a   | Büro / Übungsraum      | 24          | Pfeiffer-Klavier                                 |
| 329    | Instrumentalraum       | 56          | Pfeiffer-Klavier                                 |

### Pächterwohngebäude
| Nummer | Bezeichnung des Raumes   | Größe in m² | Ausstattung                         |
| ------ | ------------------------ | ----------- | ----------------------------------- |
| P109   | Seminarraum              | 50          | Pfeiffer-Klavier                    |
| P026   | Schulungsraum Multimedia | 24          | Aufnahme-Studio für Multimedia Raum |
| P031   | Schulungsraum Multimedia | 38          |                                     |

### Musikbibliothek
In der Bibliothek, die ihren Fundus stetig erweitert, stehen den Nutzern mehr als 26.000 Medien zur Verfügung: über 16.000 Partituren, Klavierauszüge und Noten für Einzelstimmen, über 8.000 Tonträger, über 6.500 Buchtitel zu den Themen Musik und Musikpädagogik sowie 18 abonnierte Zeitungen (Stand 2019). Außerdem sind im Mikrofilm-Archiv Musikalien der ehemaligen Benediktiner-Reichsabtei einsehbar.

## Chöre
Das Orpheus Vokalensemble wurde im Jahr 2005 als professioneller, international besetzter Kammerchor der Landesakademie Ochsenhausen gegründet. Der Chor hat inzwischen mehrere CDs aufgenommen und bei verschiedenen Musikfestivals mitgewirkt. Weitere Ensembles der Akademie sind der Kinderchor SingsalaSing (gegründet 2002) und  der Jugendchor VoiceLab (gegründet 2011).

## Geschichte
In den Jahren 1974 bis 1990 wurde das ehemalige Benediktinerkloster in Ochsenhausen durch das Land Baden-Württemberg umfassend restauriert. Die Stiftungssatzung der Landesakademie für die musizierende Jugend in Baden-Württemberg trägt das Datum 13. Oktober 1987. Am 1. September 1990 wurde die Landesakademie vom damaligen Ministerpräsidenten Lothar Späth offiziell in Betrieb genommen und nahm ihren Kursbetrieb auf.
In den folgenden Jahrzehnten konnte die Landesakademie ihr Angebot stetig erweitern. Die Zahl der Kurse und Veranstaltungen hat sich ausgehend von 106 im Jahr 1991 mehr als verdreifacht. Die Zahl der Räume mit Klavier und/oder Flügel stieg von anfangs 14 auf inzwischen 23 (Stand 2019). In der musikpädagogischen Fort- und Weiterbildung wurde der anfänglich noch nicht vertretene Bereich Jazz, Rock und Pop berücksichtigt. Neben Musiklehrern wurden Erzieher an Kindergärten zur Zielgruppe. Auch die weiteren Angebote der Landesakademie – unter anderem Konzerte, Meisterkurse, internationale Musikfestivals im Sommer,  Probenwochenenden für Amateur- und semiprofessionelle Musikensembles – wurden nach und nach aufgebaut und festigten das heutige Renommee der Landesakademie als vielseitige und professionelle Institution.

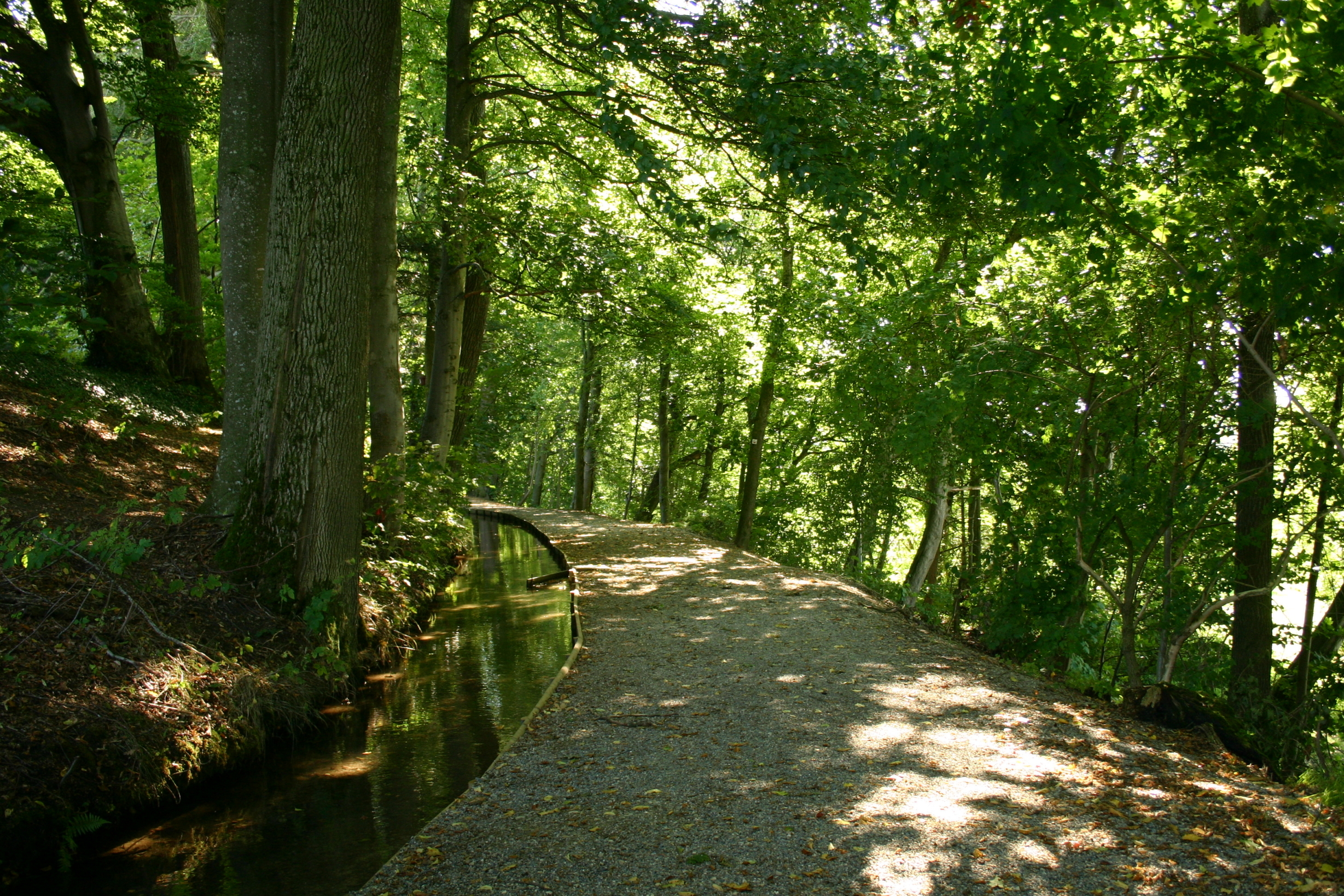
Klosterwaal beim Kloster

## Umgebung
Hinter dem Kloster liegt der einstige Brevierweg der Mönche am Klosterwaal, einer der schönsten Wanderwege Oberschwabens. Südlich des Klosters liegt in rund einem Kilometer Entfernung ein idyllischer Naturbadeweiher.
In Ochsenhausen beginnt die Schmalspurbahn Öchsle. Die weltberühmten Orgelbauer Joseph Gabler und Höß sind Söhne der Stadt. Die Städtische Galerie im Fruchtkasten bietet wechselnde Ausstellungen und die Josef-Gabler-Hauptschule ihre sportlichen Anlagen.